# Flatlandia
Flatlandia: Racconto fantastico a più dimensioni (Flatland: A Romance of Many Dimensions) è un romanzo fantastico-fantascientifico del 1884 scritto da Edwin Abbott Abbott. Narra la vita di un abitante di un ipotetico universo bidimensionale che entra in contatto con l'abitante di un universo tridimensionale. È un racconto molto popolare tra gli studenti di matematica e più in generale tra gli studenti di facoltà scientifiche, perché affronta da un punto di vista molto originale il concetto di un mondo a più dimensioni.
Dal punto di vista letterario è famoso anche per essere una satira della società vittoriana, mentre filosoficamente critica il riduzionismo positivista.

## Trama
Il racconto è diviso in due parti. Nella prima parte il narratore descrive brevemente il mondo di Flatlandia. Questo è un mondo bidimensionale (flat in inglese significa piatto) e gli abitanti di questo mondo sono delle figure geometriche che si muovono su un piano che per loro è l'universo. Il narratore è uno degli abitanti, e nella fattispecie è un quadrato.

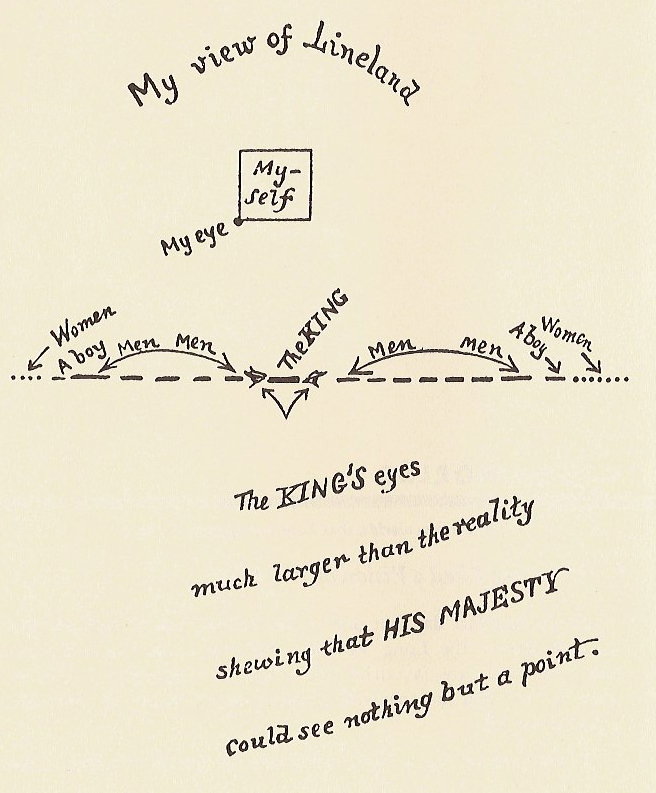
Come si vede a Lineland

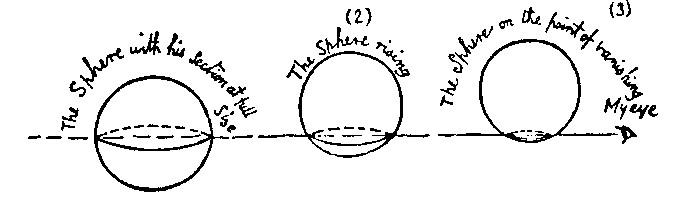
La Sfera attraversa Flatlandia

Nella seconda parte del racconto il quadrato racconta il suo incontro con una sfera proveniente da Spacelandia (il mondo a tre dimensioni) che lo illumina sulla presenza della terza dimensione. In seguito il quadrato racconta di come gli abitanti di Flatlandia abbiano reagito al suo tentativo di illustrare la presenza di una terza dimensione.
Come si è detto, il racconto è una satira della società dell'autore, infatti in Flatlandia la società è rigidamente divisa in gerarchie e la suddivisione si basa sull'aspetto fisico. Nello specifico, sul numero di lati che formano le figure.
Nel mondo di Flatlandia un maggior numero di lati (o meglio, un angolo più largo) viene associato a maggior intelligenza e quindi a scuole migliori e in seguito a lavori migliori e di maggior responsabilità. In questo mondo ogni individuo può sperare in un'ascesa sociale sua o eventualmente della sua prole, anche se in realtà solo un ridottissimo numero di individui riesce a migliorare la propria posizione sociale.
La remota possibilità d'elevazione sociale viene utilizzata dalla classe dominante per mantenere pacifico il popolo e in caso di rivolte l'elevazione di classe viene utilizzata per allettare i capi delle rivolte e quindi per far fallire tutte le rivolte in Flatlandia. Uno speciale spazio viene riservato alle donne che in quell'universo sono delle linee, e quindi simili a figure dotate solo di due lati e di un angolo pari a zero. Esse sono assimilate a dei bambini che vanno perennemente protetti dal mondo esterno.
Il protagonista nel racconto non si ferma ad un mondo a tre dimensioni, e, riprendendo gli allora recenti lavori di Riemann, teorizza mondi a più dimensioni che aspettano solo di essere scoperti con gli occhi della mente.
Infatti, pur avendo la sfera iniziato il quadrato al mondo delle tre dimensioni, quando il quadrato congettura la presenza di mondi con quattro, cinque, sei, ecc. dimensioni, la sfera lo zittisce affermando che il mondo ha solo tre dimensioni e non ne può avere più di tre. Quindi il maestro si dimostra più miope dell'allievo e non riesce ad elevare la sua mente oltre i suoi sensi in un primo momento. Nonostante questo, in un secondo momento gli appare nuovamente affermando che effettivamente è possibile proseguire all'infinito nella ricerca di altre dimensioni.

## Contestualizzazione
È difficile attribuire a Flatlandia un genere letterario preciso.
Alcuni vedono nel libro un intento dissacratorio nei confronti della società vittoriana, le cui ridicole convenzioni sociali sono esorcizzate attraverso la descrizione del sistema delle caste di Flatlandia: le donne sono semplici linee prive di posizione sociale, gli uomini sono classificati in base al numero dei lati di cui sono costituiti.
Va ricordato d'altro canto che Abbott, noto pedagogista, faceva parte di un gruppo di studiosi che proponeva di rinnovare l'esame di matematica per l'ammissione alle università britanniche, che a quel tempo imponeva di imparare lunghe dimostrazioni di geometria euclidea; nonostante il supporto di molti matematici e dell'opinione pubblica, i programmi tradizionali furono mantenuti ancora a lungo. L'opera può quindi essere considerata un esempio di pamphlet politico-pedagogico.
Dal punto di vista letterario, Flatlandia può essere visto come un esempio ante litteram di romanzo distopico novecentesco. Ne è un sintomo la forte gerarchia sociale descritta dall'autore: il rango degli uomini dipende dal numero di lati; i soldati semplici sono triangoli isosceli con una piccola base e un angolo al vertice assai acuto, i sacerdoti sono quasi dei circoli perfetti, le donne sono semplici segmenti e sono costrette per legge a muoversi sinuosamente per rendersi visibili e non costituire minaccia per gli uomini. Il protagonista, Quadrato, è inoltre imprigionato per eresia e pazzia, viene arrestato a causa delle sue convinzioni sulla terza dimensione e si rifiuta fino alla fine di accettare l'ideologia imposta dalle masse.
Filosoficamente, infine, è stato interpretato come una critica che "prende di mira anche il riduzionismo positivista e il materialismo".

## Seguiti
Flatlandia ha ispirato numerosi seguiti scritti da molti autori.
- Sphereland di Dionys Burger (1965)
- The Planiverse di A. K. Dewdney (1984)
- Flatterland di Ian Stewart (2001)
- Spaceland di Rudy Rucker (2002)

Tra i molti racconti brevi tratti da Flatlandia citiamo:
- Message Found in a Copy of Flatland di Rudy Rucker (1983)

## Trasposizioni cinematografiche
- Flatland (1965)[2], realizzato dal Carpenter Center dell'Università di Harvard sotto la direzione di Robert Gardner, cortometraggio statunitense;
- Flatlandia (1982)[3], diretto da Michele Emmer, cortometraggio d'animazione italiano;
- Flatland (2007)[4], diretto da Jeffrey Travis, cortometraggio d'animazione statunitense, copyright Flatworld Production;
- Flatland: The Movie (2007)[5], diretto da Dano Johnson, cortometraggio d'animazione statunitense, copyright Flat World Productions. Quest'ultimo ha anche avuto un sequel, Sphereland.

## Edizioni italiane
- Flatlandia. Racconto fantastico a più dimensioni, traduzione di Masolino D'Amico, Prefazione di M. D'Amico, in Appendice un saggio di Giorgio Manganelli, Collana Biblioteca n.7, Milano, Adelphi, 1966. - Collana gli Adelphi n.50, Milano, Adelphi, 1993; a cura di Daniela Rugginini, Collana Letture. Eolo n.16, La Nuova Italia, 1995.
- Flatlandia, collana Collana Grande Universale Mursia. Letture n.163, traduzione di Marisa Nascimbeni, Introduzione di Ruggero Bianchi, Milano, Mursia, 1990, ISBN 978-88-425-0596-9.
- Pianolandia, Presentazione, trad. e cura di Guido Marè, Collana Invito alla lettura. Sezione scrittori moderni e contemporanei, Milano, Mursia, 1991, ISBN 88-42-582-63-8.
- Flatlandia. Un'avventura di molte dimensioni, traduzione di Caterina D'Amico, Introduzione e postfazione di Michele Emmer, Collana Varianti, Torino, Bollati Boringhieri, 2008, ISBN 978-88-339-1938-6.
- Flatlandia. Storia fantastica a più voci, traduzione di Federica Oddera, Prefazione di Claudio Bartocci, Collana Einaudi Tascabili.Classici, Torino, Einaudi, 2011, ISBN 978-88-062-0793-9.
- Flatlandia, a cura di Giancarlo Carlotti, Collana Universale Economica. Saggi, Milano, Feltrinelli, 2018, ISBN 978-88-079-0269-7.
- Flatlandia, traduzione di Flavio Santi, Introduzione di Massimo Marchiori, Collana Grandi Classici, Milano, BUR, 2019, ISBN 978-88-171-4165-9.
- Flatlandia, traduzione di Paola Artioli, Collana I Grandi Classici, Liberamente, 2019, ISBN 978-88-631-1418-8.
- Flatlandia. Racconto fantastico a più dimensioni, Collana Grande Biblioteca, Santarcangelo di Romagna, Rusconi, 2020, ISBN 978-88-180-3611-4. - Collana I Classici, Foschi, 2022, ISBN 978-88-332-0135-1.
- Flatlandia. Racconto fantastico a più dimensioni, a cura di Alberto Büchi, Collana Grandi classici, Crescere, 2021, ISBN 978-88-833-7972-7.
- Flatlandia. Romanzo a più dimensioni, traduzione di Enrico Postiglione, Collana I Classici, Milano-Firenze, Bompiani, 2024, ISBN 978-88-301-0810-3.